# Podanychroma moratiae
Podanychroma moratiae är en skalbaggsart som beskrevs av Vives, Bentanachs, Chew Kea Foo, Bentanachs och Chew Kea Foo 2007. Podanychroma moratiae ingår i släktet Podanychroma och familjen långhorningar. Inga underarter finns listade i Catalogue of Life.